# Batalla de Kirina
La Batalla de Kirina (1235) fue una confrontación entre el rey Sumanguru Kanté de Sosso y el príncipe Sundiata Keita de Manden. Las fuerzas de Sundiata Keita derrotaron totalmente a las de Sumanguru Kanté, garantizando la preeminencia del nuevo Imperio de Mali de Keita sobre el oeste de África.
En el siglo XII, el antes dominante Imperio de Ghana se había derrumbado debido a las repetidas invasiones de los almorávides en el siglo anterior. Los pequeños estados vecinos guerrearon para llenar el vacío de poder, incluyendo a los sosso de la región de Takrur y a la gente del Manden del Níger superior. Bajo el gobierno de Sumanguru Kanté, los sosso invadieron Kumbi Saleh, la capital del Imperio de Ghana, y se extendieron conquistando, entre otros, Manden.
Sin embargo, el príncipe exiliado Sundiata Keita de Manden organizó una coalición de reinos pequeños para oponerse al poder cada vez mayor de los sosso. Los ejércitos se enfrentaron en la región de Koulikoro (en el Mali actual) en 1235, y las fuerzas de Sundiata Keita resultaron victoriosas. La fecha se cita a menudo como el principio del Imperio de Mali, que controlaría la mayoría de África Occidental durante los dos siglos siguientes, en un territorio que se extendería desde la desembocadura del río Senegal hasta las orillas del río Níger, y desde Walata en Mauritania, importante ciudad comercial por ser lugar de paso caravanas, hasta las montañas del sur. Sundiata pasó a ser mansa de todos los mandingas y tomó el nombre de "príncipe León".
La historia de la batalla se cuenta en la Epopeya de Sundiata, considerada la epopeya nacional de Mali y cantada por los griots hasta hoy. En ella, Sumanguru Kanté es un malvado hechicero-rey que oprime a gente de Manden. Sin embargo, cuando Sundiata descubre que su animal sagrado es el gallo, puede herirle con una flecha curvada con un martillo. El rey sosso huye del campo de batalla, desapareciendo en las montañas de Koulikoró.